# (1684) Iguassú
(1684) Iguassú ist ein Asteroid des Hauptgürtels, der am 23. August 1951 von dem argentinischen Astronomen Miguel Itzigsohn in La Plata entdeckt wurde. 
Der Name des Asteroiden ist angelehnt an die Iguaçu-Wasserfälle des Flusses Iguaçu an der Grenze Brasilien/Argentinien.